# Hronské Kosihy
Hronské Kosihy – wieś (obec) na Słowacji położona w kraju nitrzańskim, w powiecie Levice. Pierwsze wzmianki o miejscowości pochodzą z roku 1294. 
Według danych z dnia 31 grudnia 2012, wieś zamieszkiwało 668 osób, w tym 346 kobiet i 322 mężczyzn.
W 2001 roku rozkład populacji względem narodowości i przynależności etnicznej wyglądał następująco:
- Słowacy – 98,64%
- Czesi – 0,61%
- Polacy – 0,15%
- Węgrzy – 0,15%

Ze względu na wyznawaną religię struktura mieszkańców kształtowała się w 2001 roku następująco:
- Katolicy rzymscy – 95,76%
- Ewangelicy – 0,15%
- Ateiści – 3,03%
- Nie podano – 0,76%